# Dzintars Zirnis
Dzintars Zirnis (* 25. April 1977 in Riga) ist ein lettischer Fußballspieler.
Zirnis spielte zu Beginn seiner Karriere für den FK Flaminko Jūrmala, Kvadrāts Riga und Pārdaugava. 1997 wechselte der Verteidiger nach einem Kurzintermezzo beim russischen Verein Baltika Kaliningrad zu Liepājas Metalurgs. Mit Metalurgs gewann er 2005 die Lettische Meisterschaft. Mit dieser Meisterschaft brach Liepājas Metalurgs die Vorherrschaft von Skonto Riga. Seit der wiedererlangten Unabhängigkeit Lettlands 1991 hatte Skonto Riga bis zum Jahr 2004 sämtliche nationalen Meistertitel gewonnen.
Sein Debüt für die Lettische Fußballnationalmannschaft gab Zirnis am 19. August 1997 gegen Aserbaidschan. Das Spiel endete 0:0. Er nahm an der Fußball-Europameisterschaft 2004 teil und hatte hier einen Kurzeinsatz – im Spiel gegen Deutschland wurde er in der 92. Minute eingewechselt.

## Erfolge
- 2005 lettischer Fußballmeister
- 2007 Gewinner Baltic League
- 2009 lettischer Fußballmeister